# 5 Korpus Pancerny (ZSRR)
5 Dźwiński Korpus Pancerny (ros. 5-й танковый корпус) – jednostka pancerna Armii Czerwonej z okresu II wojny światowej.
5 Korpus Pancerny (5 KPanc.) utworzony został rozkazem z 15 kwietnia 1942 z różnych jednostek pancernych w tym z 22 Korpusu Pancernego. W dniu 1 lipca dowodzony był przez gen. mjra Kuźmę Semienczenkę i podporzędkowany Frontowi Zachodniemu. Następnie stacjonował na tyłach 1 Frontu Ukraińskiego, jako jego odwód.
W 1945 roku 5 KPanc. przeformowany został w 5 Dywizję Pancerną.

## Dowództwo korpusu
Dowódcy:
- gen. mjr Kuźma Semienczenko[2] (12.04.1942 – 30.12.1942),
- gen. mjr Michaił Sachno[4] (01.01.1943 – 01.10.1944),
- płk Jakow Babiczkij (02.10.1944 – 00.10.1944),
- płk Wasilij Borodawkin (30.10.1944 – 12.12.1944),
- płk Jakow Babiczkij (00.12.1944 – 00.01.1945),
- płk Iwan Kolesnikow (15.01.1945 – 30.06.1945)[5].

Szefowie sztabu:
- płk Wasilij Zielinski (18.04.1942 – 14.01.1943),
- płk Jakow Babiczkij (14.01.1943 – 10.06.1945)[5].

## Struktura organizacyjna
Skład w latach 1942–1943:
- 24 Brygada Pancerna,
- 41 Brygada Pancerna,
- 70 Brygada Pancerna,
- 5 Brygada Piechoty Zmotoryzowanej[5]